# Ferrassières
Ferrassières este o comună în departamentul Drôme din sud-estul Franței. În 2009 avea o populație de 118 de locuitori.

## Evoluția populației
| An        | 1975 | 1982 | 1990 | 1999 | 2006 | 2009 |
| --------- | ---- | ---- | ---- | ---- | ---- | ---- |
| Populație | 118  | 124  | 106  | 113  | 118  | 118  |